# Citroën DS3 RRC
Citroën DS3 RRC – samochód rajdowy zbudowany na bazie modelu DS3. Samochód spełnia specyfikację RRC (Regional Rally Car), jest on łącznikiem między modelami DS3 R3 i DS3 WRC. Auto rajdowe bazuje na wersji DS3 WRC, ale poddane zostało kilku znaczącym modyfikacjom. Nadwozie zyskało mniejsze wloty powietrza w przednim zderzaku, zaś tylny spojler dachowy jest zgodny z normami S2000. W silnik zamontowana jest 30-milimetrową zwężka turbosprężarki (w porównaniu z 33 mm w autach WRC). Tarcze hamulcowe są mniejsze o pół centymetra (350 mm zamiast 355 mm). Samochód ten debiutował podczas 53. Rallye International du Valais w 2012 roku w Szwajcarii.

## Dane techniczne
| Silnik                | Citroën Racing – 1.6 turbo z bezpośrednim wtryskiem paliwa                                                                    |
| Pojemność skokowa     | 1598 cm3 |
| Średnica i skok tłoka | 82 × 75,5 mm |
| Rozrząd               | dwa wałki rozrządu w głowicy napędzane paskiem zębatym, 4 zawory na cylinder                                                  |
| Moc                   | 250 KM przy 6000 obr./min |
| Moment obrotowy       | 350 Nm przy 3250 obr./min |
| Układ zasilania       | bezpośredni wtrysk paliwa sterowany przez moduł Magneti Marelli SRP-HP                                                        |
| Sprzęgło              | typu dwu tarczowe, ceramiczno metalowe                                                                                        |
| Skrzynia biegów       | sekwencyjna 6 biegowa Sadev – sterowanie mechaniczne                                                                          |
| Mechanizmy różnicowe  | przedni i tylny mechaniczne, samoblokujące                                                                                    |
| Hamulce               | czterorłoczkowe przód i tył, przednie: tarcze wentylowane 350 mm (asfalt) i 300 mm (szuter), tylne: tarcze wentylowane 300 mm |
| Zawieszenie           | typu MacPherson, amortyzatory Citroën Racing – regulowane trójstopniowo                                                       |
| Koła                  | Asfalt: felgi 8x18", Szuter i śnieg: felgi 7x15"                                                                              |
| Opony                 | Michelin |